# Coupe du monde d'escalade de 2000
Navigation
11e édition 13e édition
La coupe du monde d'escalade 2000 est la 12e coupe du monde d'escalade. Elle s'est tenue du 27 mai au 17 novembre 2000. Elle comporte cinq épreuves de difficulté, six de bloc et trois de vitesse. La coupe du monde de difficulté est remportée par Yuji Hirayama et Liv Sansoz, la coupe de bloc est remportée par Pedro Pons et Sandrine Levet, et la coupe de vitesse est remportée par Andrey Vedenmeer et Olena Ryepko.

## Classement général
| Catégories | Or                   | Or         | Argent            | Argent     | Bronze                | Bronze     |
| ---------- | -------------------- | ---------- | ----------------- | ---------- | --------------------- | ---------- |
| Difficulté | Yuji Hirayama (2)    | 410 points | Alexandre Chabot  | 333 points | Cristian Brenna       | 257 points |
| Difficulté | Liv Sansoz (3)       | 445 points | Muriel Sarkany    | 365 points | Stéphanie Bodet       | 350 points |
| Bloc       | Pedro Pons           | 443 points | Salavat Rakhmetov | 378 points | Daniel Du Lac         | 349 points |
| Bloc       | Sandrine Levet       | 402 points | Elena Choumilova  | 300 points | Delphine Martin       | 266 points |
| Vitesse    | Andrey Vedenmeer (2) | 198 points | Iakov Soubbotine  | 194 points | Vladimr Zakharov      | 152 points |
| Vitesse    | Olena Ryepko         | 300 points | Olga Zakharova    | 211 points | Zosia Podgorbounskikh | 195 points |
| Combiné    | Alexandre Chabot     | 502 points | Salavat Rakhmetov | 399 points | Serik Kazbekov        | 365 points |
| Combiné    | Liv Sansoz           | 610 points | Sandrine Levet    | 511 points | Elena Choumilova      | 430 points |

## Étapes
La coupe du monde d'escalade 2000 s'est déroulée du 27 mai au 17 novembre 2000, repartie en onze étapes comprenant une, deux ou trois disciplines.
| Dates              | Lieu       | Difficulté | Bloc     | Vitesse  |
| ------------------ | ---------- | ---------- | -------- | -------- |
| 27 mai 2000        | Konitsa    | -          | X        | -        |
| 1er juin 2000      | Millau     | -          | X        | -        |
| 12 juillet 2000    | Chamonix   | X          | X        | X        |
| 22 juillet 2000    | Beauregard | -          | -        | X        |
| 4 août 2000        | Munich     | -          | X        | -        |
| 1er septembre 2000 | Grenoble   | -          | X        | -        |
| 16 septembre 2000  | Rovereto   | -          | X        | -        |
| 23 septembre 2000  | Lecco      | X          | -        | -        |
| 29 septembre 2000  | Courmayeur | X          | -        | -        |
| 2 novembre 2000    | Nantes     | X          | -        | X        |
| 17 novembre 2000   | Kranj      | X          | -        | -        |
| Total : 11 étapes  |            | 5 étapes   | 6 étapes | 3 étapes |

## Podiums des étapes

### Difficulté

#### Hommes
| Étapes       | Lieu                | Or                     | Argent           | Bronze             |
| ------------ | ------------------- | ---------------------- | ---------------- | ------------------ |
| 12 juillet   | Chamonix (France)   | Bernardino Lagni       | Alexandre Chabot | Yuji Hirayama      |
| 23 septembre | Lecco (Italie)      | Alexandre Chabot       | François Legrand | Yuji Hirayama      |
| 29 septembre | Courmayeur (France) | Evgeny Ovchinnikov (4) | Yuji Hirayama    | Serik Kazbekov     |
| 2 novembre   | Nantes (France)     | Yuji Hirayama (5)      | Alexandre Chabot | Paul Dewilde       |
| 17 novembre  | Kranj (Slovénie)    | Yuji Hirayama (6)      | Cristian Brenna  | Andreas Bindhammer |

#### Femmes
| Étapes       | Lieu                | Or                 | Argent           | Bronze                         |
| ------------ | ------------------- | ------------------ | ---------------- | ------------------------------ |
| 12 juillet   | Chamonix (France)   | Stéphanie Bodet    | Martina Cufar    | Liv Sansoz Muriel Sarkany      |
| 23 septembre | Lecco (Italie)      | Liv Sansoz (9)     | Muriel Sarkany   | Martina Cufar                  |
| 29 septembre | Courmayeur (France) | Muriel Sarkany (6) | Liv Sansoz       | Stéphanie Bodet                |
| 2 novembre   | Nantes (France)     | Liv Sansoz (10)    | Katrin Seldmayer | Stéphanie Bodet Muriel Sarkany |
| 17 novembre  | Kranj (Slovénie)    | Liv Sansoz (11)    | Martina Cufar    | Stéphanie Bodet                |

### Bloc

#### Hommes
| Étapes     | Lieu               | Or                    | Argent                 | Bronze            |
| ---------- | ------------------ | --------------------- | ---------------------- | ----------------- |
| 3 juillet  | Konitsa (Grèce)    | Stéphane Julien       | Pedro Pons             | Christian Core    |
| 11 juillet | Millau (France)    | Pedro Pons            | Daniel Andrada Jimenez | Daniel Du Lac     |
| 17 juillet | Chamonix (France)  | Salavat Rakhmetov     | Serik Kazbekov         | Stéphane Julien   |
| 31 juillet | Munich (Allemagne) | Pedro Pons (2)        | Daniel Du Lac          | Salavat Rakhmetov |
| 13 août    | Grenoble (France)  | Pedro Pons (3)        | Daniel Du Lac          | Jérôme Meyer      |
| 28 août    | Rovereto (Italie)  | Salavat Rakhmetov (2) | Christian Core         | Chris Sharma      |

#### Femmes
| Étapes     | Lieu               | Or                   | Argent         | Bronze           |
| ---------- | ------------------ | -------------------- | -------------- | ---------------- |
| 3 juillet  | Konitsa (Grèce)    | Elena Choumilova (3) | Myriam Motteau | Claire Bell      |
| 11 juillet | Millau (France)    | Elena Choumilova (4) | Cécile Avezou  | Myriam Motteau   |
| 17 juillet | Chamonix (France)  | Elena Choumilova (5) | Cécile Avezou  | Myriam Motteau   |
| 31 juillet | Munich (Allemagne) | Marietta Uhden       | Sandrine Levet | Annatina Schultz |
| 13 août    | Grenoble (France)  | Liv Sansoz           | Tanja Bauer    | Sandrine Levet   |
| 28 août    | Rovereto (Italie)  | Sandrine Levet       | Olga Bibik     | Liv Sansoz       |

### Vitesse

#### Hommes
| Étapes     | Lieu                | Or                   | Argent                       | Bronze              |
| ---------- | ------------------- | -------------------- | ---------------------------- | ------------------- |
| 12 juillet | Chamonix (France)   | Andrey Vedenmeer (2) | Vladimir Netsvetaev-Dolgalev | Alexandre Chaoulsky |
| 22 juillet | Beauregard (Italie) | Iakov Soubbotine     | Vladislav Baranov            | Alexei Gadeev       |
| 2 novembre | Nantes (France)     | Maksym Styenkovyy    | Csaba Komondi                | Vladimr Zakharov    |

#### Femmes
| Étapes     | Lieu                | Or               | Argent           | Bronze                |
| ---------- | ------------------- | ---------------- | ---------------- | --------------------- |
| 12 juillet | Chamonix (France)   | Olena Ryepko     | Natalia Novikova | Zosia Podgorbounskikh |
| 22 juillet | Beauregard (Italie) | Olena Ryepko (2) | Olga Zakharova   | Zosia Podgorbounskikh |
| 2 novembre | Nantes (France)     | Olena Ryepko (3) | Olga Zakharova   | Zosia Podgorbounskikh |